# Коливинг
Коливинг (от англ. coliving, букв. «совместное проживание») — тип сообщества, предоставляющий формат совместного проживания для людей с общими намерениями. Отличительная черта такого типа жилья — это совместные мероприятия, такие как приём пищи или коммуникация, в общих жилых зонах. Часто бывает обустроен и коворкинг (совместное рабочее пространство).
Коливинг как новый тренд может иметь отсылку к формату деления жилой площади как в коммунальной квартире. Коливинг, как новая альтернатива уже существующим форматам жилья, приобрел известность только в последние годы из-за отсутствия возможности у людей приобрести собственное жилье ввиду его высокой стоимости и растущего интереса к образу жизни, не зависящему от долгосрочного пребывания на одном месте.

## Характеристики
Коливинг можно рассматривать как соединение двух аспектов жизни людей: физического пространства и общих ценностей или философии. Благодаря этому симбиозу многие подобные пространства являются уникальными. Такие эксплуатационные условия жилых помещений определяют мировоззрение людей.

### Описание жилой площади
Коливинг предлагает потенциальным жильцам индивидуальное пространство в общей собственности. Чаще всего это отдельная комната со своей ванной комнатой, однако общие ванные комнаты тоже не редкость (в помещениях по более низким ценам есть и общие номера, аналогичные комнатам в общежитии). Многие коливинги предлагают разные типы пространства в зависимости от размера бюджета.
Определяющей характеристикой является то, что во всех жилых помещениях предлагается общая кухня и гостиная. Отличия от обычной квартиры — коливинги больше и лучше меблированы, в них больше внимания уделяется созданию общих удобств, а не обустройству индивидуальных пространств.
В некоторых коливингах существуют также общие рабочие зоны со столами и компьютерной техникой. Существуют коливинги, в которых обустроены творческие студии, например, для рисования или деревообработки. В более сложных и больших помещениях могут размещаться также кафе, спортивные залы, кинотеатры и другие удобства.

### Философия представителей коливингов[1]
Главной характеристикой представителей коливинга являются, в первую очередь, общие ценности, интересы или цели в жизни. Такие дома/квартиры часто формируют новую философию у своих жителей: нередко создаются прочные узы и родственные связи, которые помогают устранить социальную изоляцию, часто встречающуюся в полностью независимых жилищных условиях.

### Условия аренды
Существует ещё один фактор, который отличает коливинги от обычных квартир: период аренды.
Краткосрочная и среднесрочная аренда варьируются от ночной до месячной, что дает жителям большую гибкость, но из-за оттока посетителей эта модель приводит к повышению цен, так же, как и для гостиниц. Традиционные долгосрочные контракты обеспечивают более надежный подход к доходам, и это часто отражается в доступности цен.

## История
В 1933—1934 годы в северной части Лондона было спроектировано совместное жилое пространство под названием «Изокон» от компании Wells Coats. Изокон был прообразом коливинга со стандартными в настоящее время удобствами этого формата: общее коммунальное пространство, рабочее место и прачечная. Это восприняли как кампанию по продвижению модернистского дискурса в Британии группой современных архитектурных исследований (MARS). Ещё одна попытка реализовать эту идею с проектом Kensal House была предпринята в 1937 году Максвеллом Фраем (одним из основателей MARS) и Элизабет Денби.
Коливинг-пространства стали появляться частично из-за роста цен на недвижимость. В 2014 и 2015 годах компании, в том числе 13 и Techsquat, предпринимали попытки создать коливинг-пространства, но попытки не увенчались успехом. Однако позднее, в июне 2018 года, произошло снижение минимального срока аренды частных домов с шести месяцев до трех, что стало толчком к развитию индустрии коливингов. Наиболее благоприятные условия для развития коливинг-бизнеса появились преимущественно в таких крупных городах, как Нью-Йорк.

### Целевая аудитория
Коливинг привлекает, в первую очередь, миллениалов из-за роста цен на недвижимость. Представители коливинг-пространств — люди в возрасте от 19 до 40 лет. Обычно это сотрудники стартапов, предприниматели или студенты. Опрос, проведенный в различных городах Индии, показал, что примерно 72 % миллениалов предпочли проживание в коливингах альтернативным вариантам. Также выяснилось, что 55 % молодых людей в возрасте 18-23 лет готовы выделять сумму в размере не более 10-15 тыс. рупий в месяц на жилье.
В период с 2005 по 2015 год число людей, живущих с соседями по дому, увеличилось на 39 %. Финансовый кризис 2007—2008 гг. также повлиял на рост числа аналогичного жилья. Коливинг особенно популярен в таких городских пространствах, где жилье является дорогостоящим и ограниченным и подобный формат жилья играет роль более доступной и удобной альтернативы. Часто люди, живущие в коливингах, работают в общей или смежных отраслях=, их сферы деятельности, как правило, совпадают.

### Развитие тренда и его влияния
Популярность коливингов развилась в таких городах, как Нью-Йорк и Лондон. В статье Bloomberg с названием «Общежития для взрослых», тренд коливинга вошёл рейтинг «восьми социальных тенденций», иллюстрирующий состояние экономики США в 2018 году.
Автор Александрия Лафчи предположила в 2018 году, что коливинг может стать повсеместным, как коворкинг. Она предполагает, что к 2050 году в городах будет проживать 2,5 миллиарда человек. Отельер Ян Шрагер считает, что коливинги «стирают различие между жилыми съемными пространствами и отелями». Автор Полли Чу предложила коливинг в качестве потенциального решения жилищных проблем Гонконга. Она выразила уверенность в том, что такой формат жилья можно обустроить для разных поколений, например, переоборудовать дом престарелых для размещения более молодых людей, живущих с пожилыми членами семьи.

## В России
Идея для России не нова: в 1920—1930 гг. в СССР пытались внедрить конструктивистские дома-коммуны с общим бытом и массовиком-затейником. Однако коммуны не прижились, а общежития и коммуналки до сих пор ассоциируются с неудобствами. По этой причине часть опрошенных «Ведомостями» экспертов считают, что формату будет сложно развиваться в России, тем более что в отличие от западных стран здесь можно арендовать квартиры со всей мебелью и даже посудой.
Указывают эксперты и на то, что в России пока довольно рано — по европейским меркам — создают семьи. Директор департамента консалтинга, аналитики и исследований компании Blackwood Александр Шибаев также отмечает, что даже в США были свои сложности — в 2014 г. закрылась крупная сеть Campus Coliving. Среди минусов бизнес-модели этого проекта было проживание резидентов в собственных комнатах, что увеличивало стоимость.
По мнению экспертов, у формата коливингов в России может быть будущее, если стоимость проживания в них будет более выгодной, чем в отдельных квартирах. «Если ориентироваться на зарубежный опыт, арендная ставка должна быть как минимум на 20-30 % ниже рынка», — сказал исполнительный директор департамента управления проектами и контроля строительства Colliers International Амель Джерруди. «На сегодняшний день оценить перспективы подобных начинаний непросто, учитывая, что востребованность традиционных квартир выше, чем, например, хостелов или апарт-отелей, которые воспринимаются как временное жильё», — отметила замдиректора департамента аренды квартир «Инком-недвижимости» Оксана Полякова.
Апарт-отели с гостиничным сервисом позиционировались как новый формат гостиничных объектов или альтернатива традиционному съемному жилью с большими перспективами. Однако, в настоящий момент таких объектов немного, у первопроходцев — компаний Vertical Hotels и ГК «Пионер» — на двоих девять проектов. В Санкт-Петербурге — три апарт-отеля Vertical и два апарт-отеля Ye’s, в Москве — один апарт-отель Vertical и два апарт-отеля Ye’s. Концепция подобных проектов предполагает розничную продажу номерного фонда частным инвесторам. Чаще всего апарт-отелями управляют профессиональные отельные операторы (УК), которые обеспечивают загрузку объектов и доходность собственникам номеров. Основные жильцы — туристы и командированные. По данным директора по развитию сети Ye’s Андрея Жамкина, 40 % постояльцев апарт-отеля в Москве — сотрудники крупных компаний, которые работают по срочному контракту или приезжают в столицу в командировку. На 2019 год средний срок проживания составлял 3-5 месяцев; средняя оплата — 43 000 руб. в месяц.
По мнению Андрея Жамкина, коливинги — следующий этап, после сегмента апарт-отелей. Константин Королев, руководитель проектов Becar, считает, то коливинги и микроливинги могут быть реализованы также в гостиницах и в жилых домах при соответствии нормам законодательства.